# Switbert Lobisser

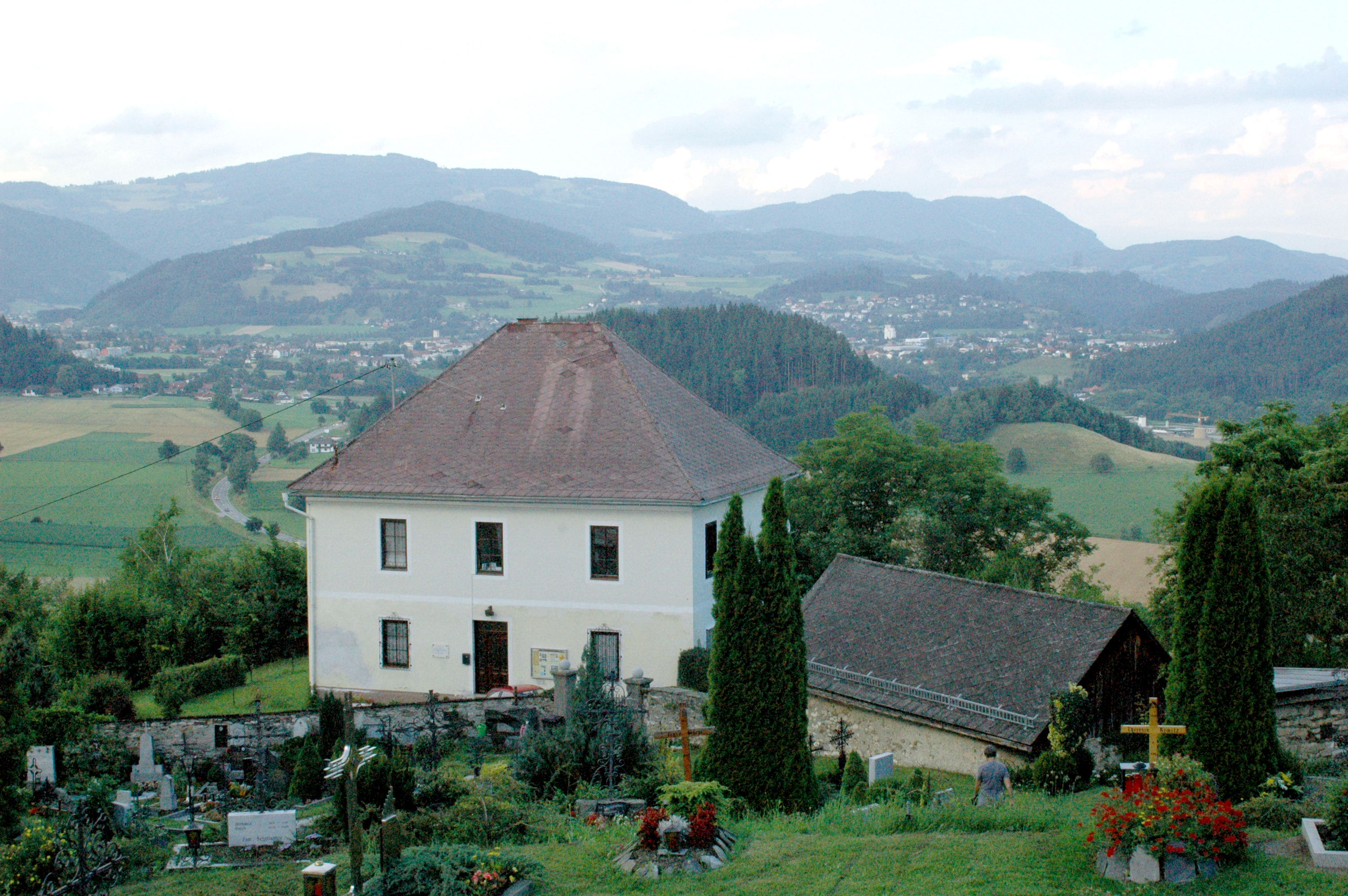
Geburtshaus Lobissers in Tiffen

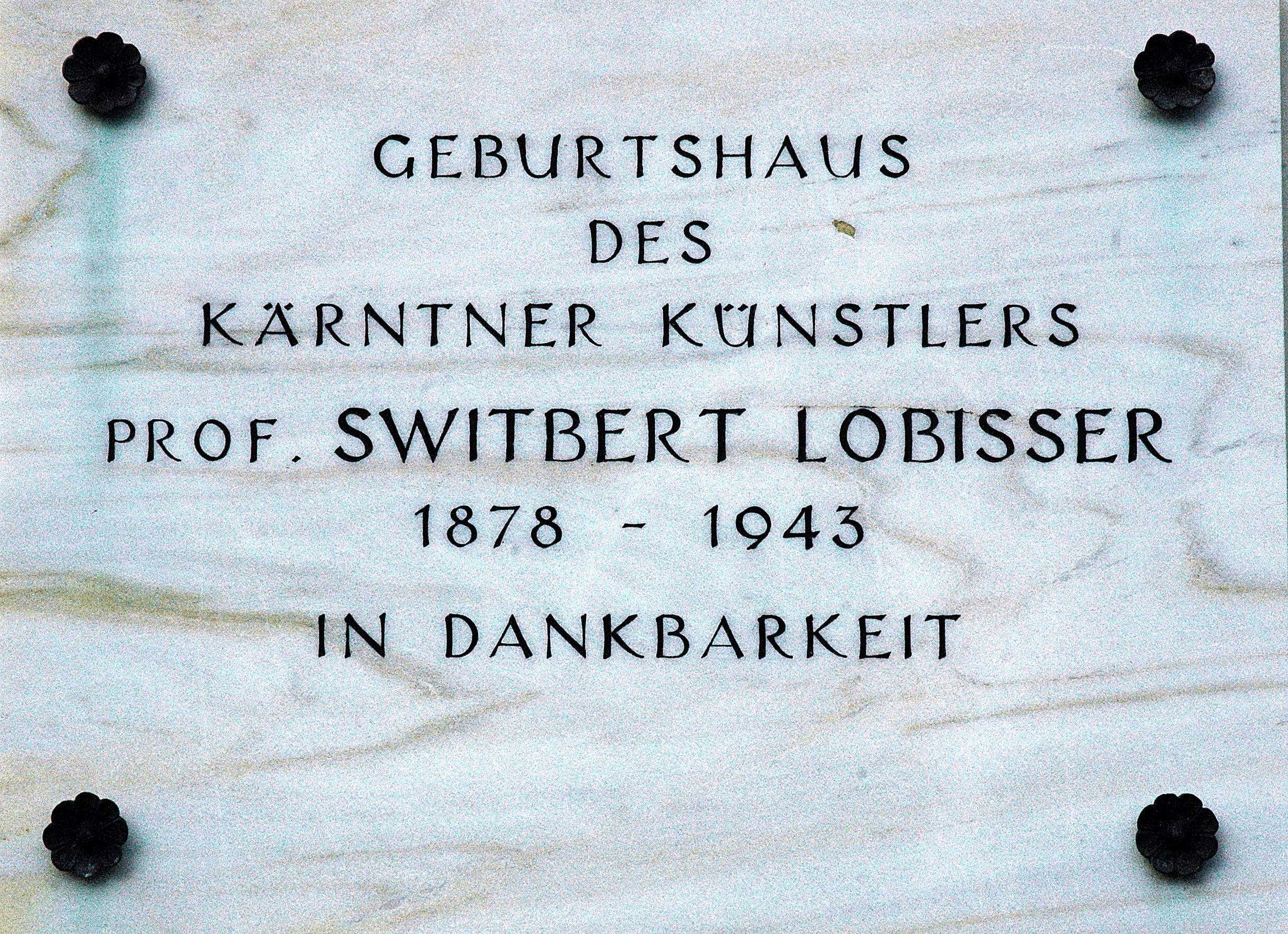
Marmortafel an Lobissers Geburtshaus in Tiffen

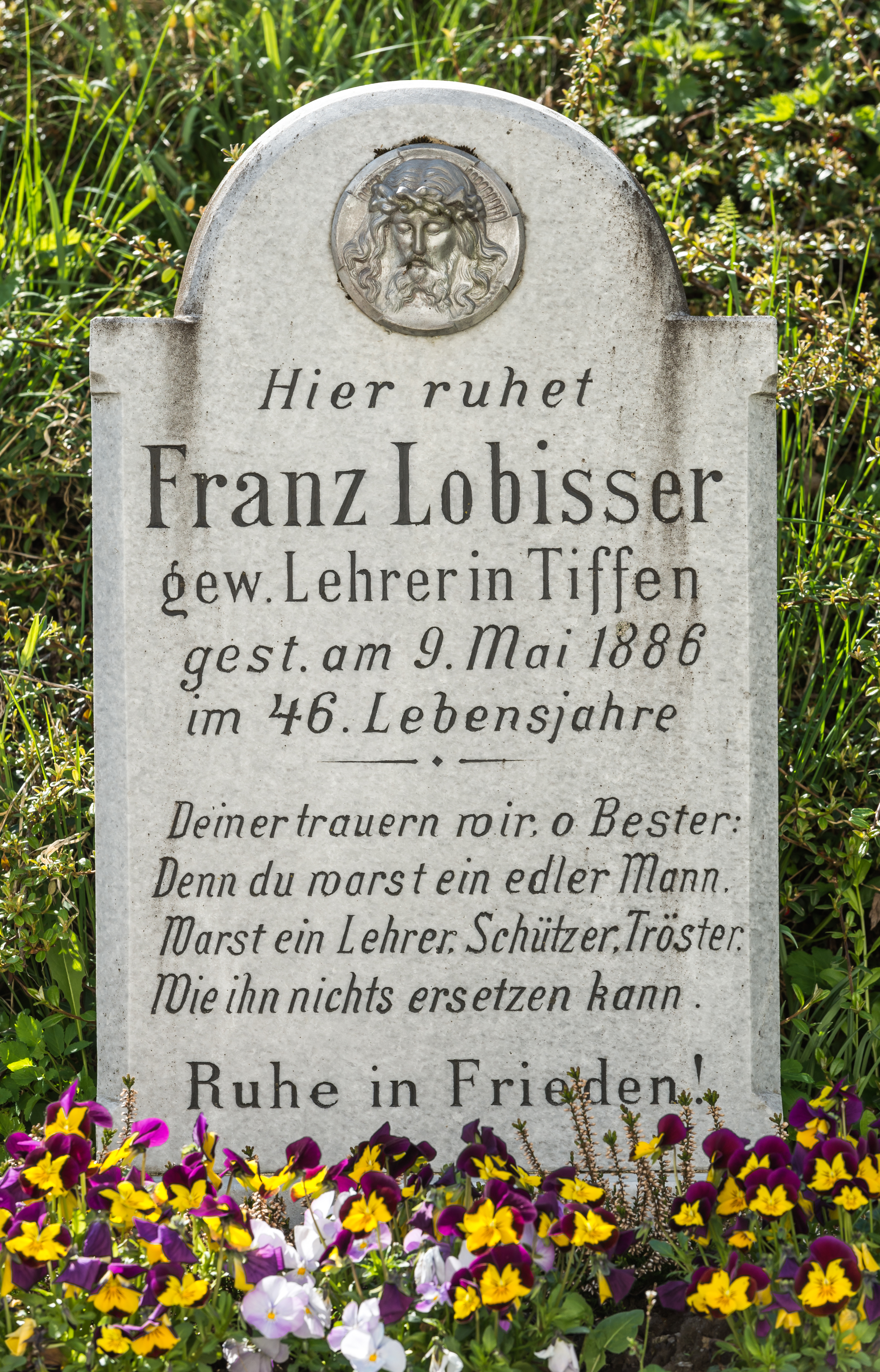
Grab seines Vaters Franz Lobisser

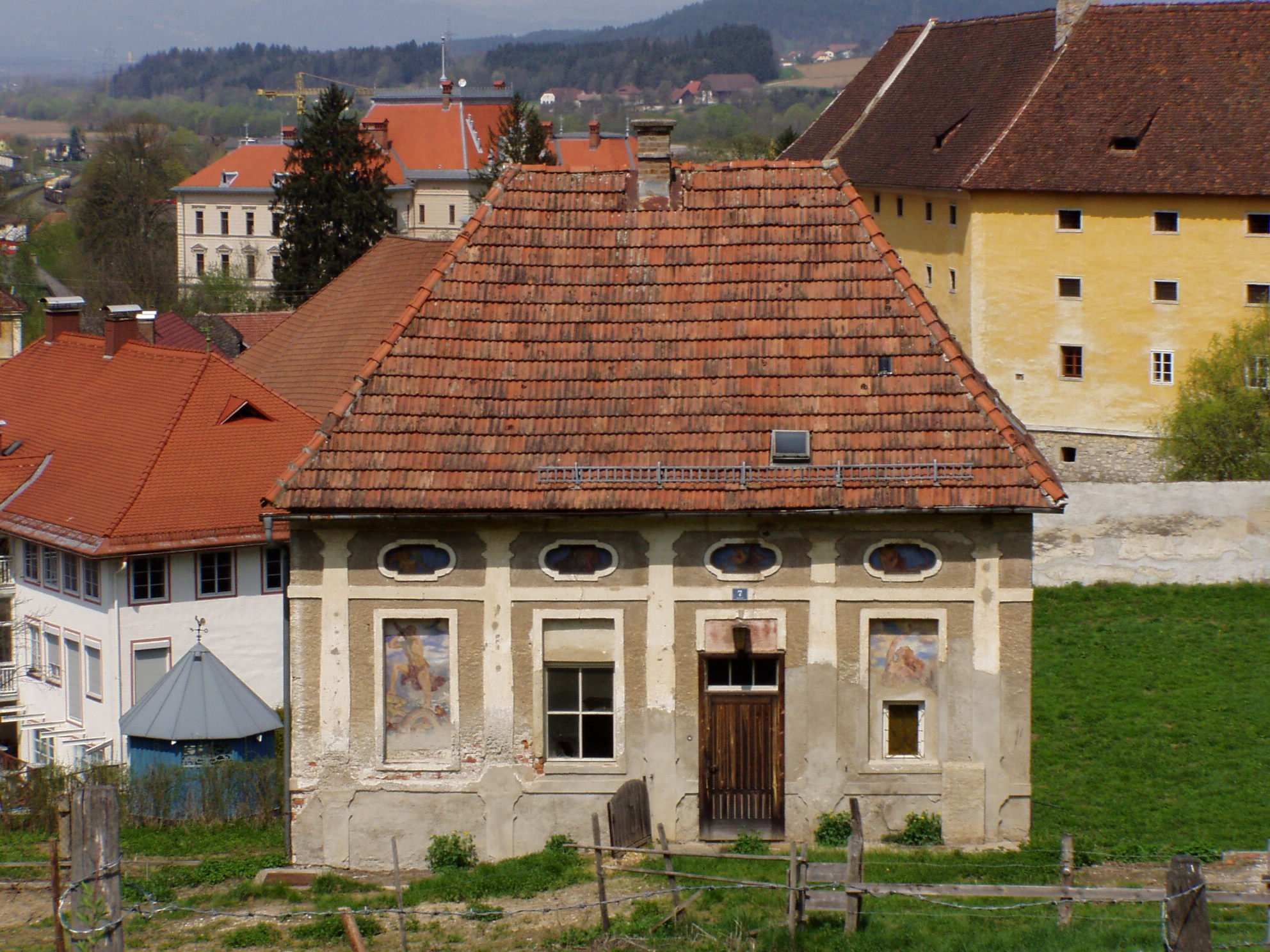
Stöckel im Stiftsgarten von St. Paul, 1922–1932 Lobissers Atelier, an der Südwand Fresken Lobissers

Stöckel im Stiftsgarten von St. Paul, 1922–1932 Lobissers Atelier, an der Südwand Fresken Lobissers

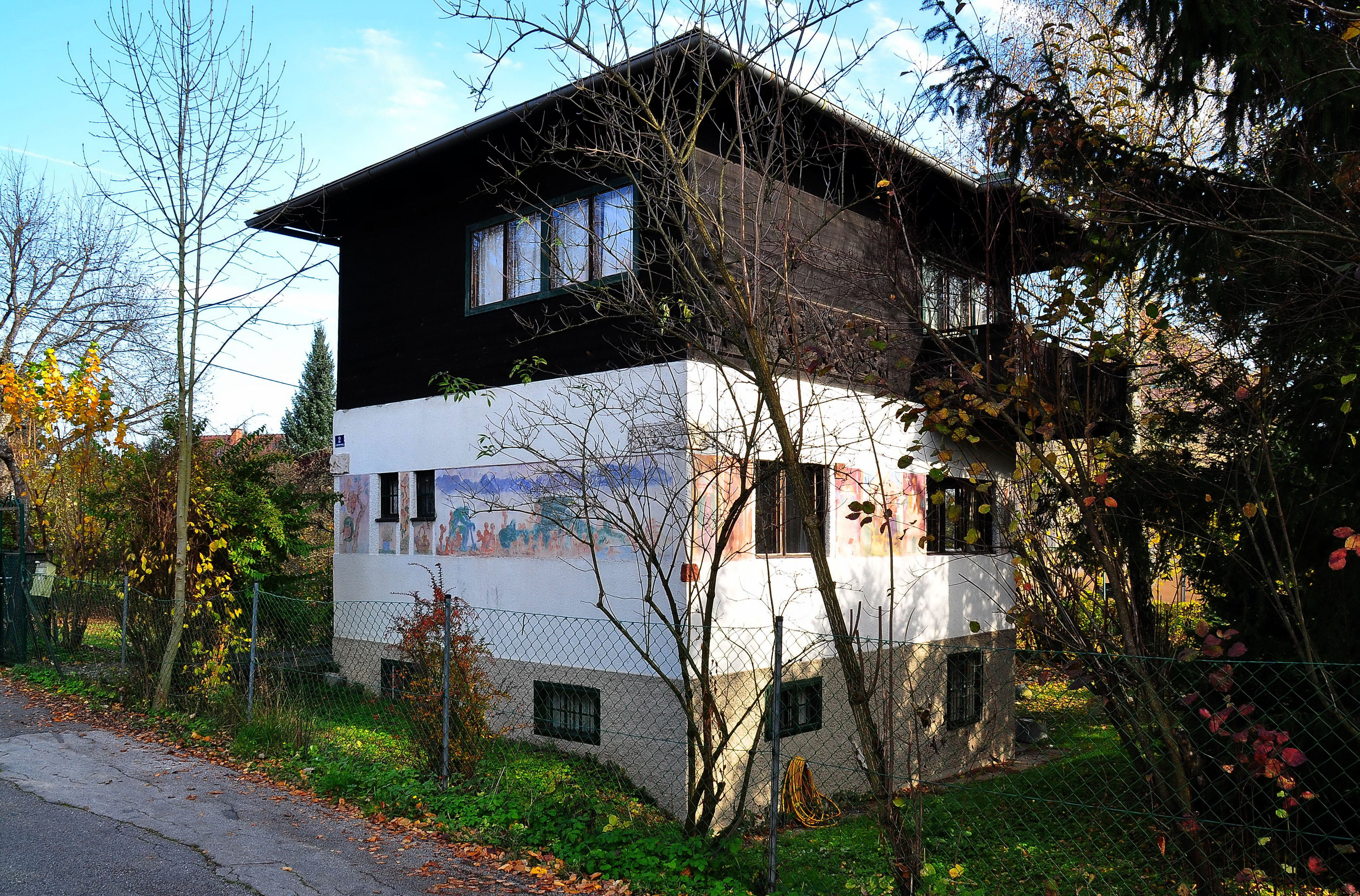
Lobissers Wohn- und Atelierhaus am Lobisserweg Nr. 2 in Klagenfurt

Switbert Lobisser (auch Suitbert; * 23. März 1878 in Tiffen; † 1. Oktober 1943 in Klagenfurt; eigentlich Leo Lobisser) war ein österreichischer Benediktinermönch, Maler und Holzschneider.

## Leben
Leo Lobisser wuchs in Tiffen auf, wo sein Vater bis zu seinem Tod 1886 Volksschullehrer war. 1890 bis 1898 war Lobisser im Internat des bischöflichen Knabenseminars Marianum in Klagenfurt, wo er 1898 maturierte. 1899 trat er als Novize im Benediktinerstift St. Paul im Lavanttal ein, wo er den Klosternamen Switbert annahm. Er studierte in Salzburg und Rom Theologie und wurde 1903 zum Priester geweiht. Es folgte von 1904 bis 1908 ein Studium an der Kunstakademie in Wien. Ab 1908 unterrichtete er am Stiftsgymnasium in St. Paul als Kunsterzieher. Die Exkursionen, die er mit seinen Schülern unternahm, wurden von Paul Hörbiger in seiner Autobiographie beschrieben. Auch Gustav Manker gehörte in St. Paul zu seinen Schülern. Ab 1914 war Lobisser auch Forstmeister des Stiftes.
Als Künstler trat Lobisser ab in den 1920er Jahren hervor. Zunächst schuf er Wandgemälde in der Konviktskapelle des Gymnasiums und im Winterrefektorium des Stiftes. Dem Holzschnitt wandte er sich ab dem Jahr 1923 zu. In den 1920er Jahren begann er auch eine Beziehung mit seiner „Ev“, Eva Luise Bleymaier. Er verließ 1932 das Stift, trat aus dem Orden aus und ließ sich mit Ev in Klagenfurt nieder. Im August 1932 kam die Tochter Notburga zur Welt, worauf Lobisser in den Laienstand versetzt wurde. Im Jänner 1933 starb Ev und Lobisser zog im Herbst in ein neues Haus am heutigen Lobisserweg. Er widmete sich nur mehr seiner künstlerischen Arbeit und heiratete Relli Lobisser. Er starb am 1. Oktober 1943.

### Nationalsozialismus
Ab 1933 näherte Lobisser sich sukzessive der NS-Ideologie an, sein Werk passte in das Konzept der nationalsozialistischen Machthaber, die in Lobissers Werken „für ein neues völkisches Bewußtsein relevante Themen, wie Mythos der Scholle, Saft und Kraft des gesunden Bauernstandes, Verherrlichung der Mütter“ erkannten.
Lobisser war Mitglied der Reichskammer der bildenden Künste. Für diese Zeit ist seine Teilnahme an elf großen Gruppenausstellungen sicher belegt, darunter von 1937 bis 1943 allen Großen Deutschen Kunstausstellungen in München. Dabei erwarben u. a. Heinrich Himmler und Theo Memmel Holzschnitte Lobissers.
1934 überreichten illegal agierende Nationalsozialisten Adolf Hitler eine große Mappe mit Lobissers Holzschnitten, er selbst schrieb dazu in seiner Autobiographie: „Die Partei braucht Arbeiten aus meiner Hand.“ Innenminister Wilhelm Frick kam nach Klagenfurt, besichtigte Lobissers Fresko von 1928 und ordnete an, Lobisser solle den Rest des Raumes weiterbearbeiten. Joseph Goebbels kaufte von ihm genauso wie Rudolf Heß. 1940 beantwortete Lobisser selbst die Frage nach seiner Mitgliedschaft in der NSDAP mit „Ja“.
1938 hatte Lobisser als Auftragswerk von Innenminister Frick den von ihm bereits 1928 ausgestalteten Sitzungssaal des Landtags weiter ausgemalt. Das Fresko trug den Titel Kärntens Heimkehr ins Reich. Unter den neuen Motiven befand sich auch der „Treueschwur“, in dem Männer und Frauen in Kärntner Tracht einer Hakenkreuz-Standarte mit Hitlergruß huldigen und den Anschluss Kärntens verherrlichen. Diese Motive wurden nach dem Zweiten Weltkrieg übertüncht, hinter Holzpaneelen versteckt und „vergessen“. Die „Wiederentdeckung“ im Sommer 2000 im Zuge von Restaurierungsarbeiten rief ein lebhaftes Medienecho hervor. Nach heftigen Kontroversen wurden die Fresken abgetragen. Nach einer Restaurierung sollten sie öffentlich ausgestellt werden.
Lobisser veröffentlichte 1940 seine Autobiographie Das Lobisser-Buch.

## Ehrungen
Lobisser erhielt zu Lebzeiten folgende Ehrungen und Auszeichnungen: 
- 1927: Goldene Staatsmedaille von Graz
- 1929: Große goldene Staatsmedaille von Salzburg, 1931 Goldene Staatsmedaille von Linz
- 1936: Eckartring
- 1935: Großer Staatspreis
- 1937: Goldene Ehrennadel des Wiener Künstlerhauses
- 1939: Von der Reichsschrifttumskammer gesteuerter Mozartpreis,[10]
- 1943: Den 1941 von der nationalsozialistischen Stadtverwaltung gestifteten, 1944 eingestellten, Kriehuber-Preis der Stadt Wien.

In zahlreichen Kärntner Gemeinden wird er mit Straßennamen gewürdigt, so in Völkermarkt eine Straße, in Klagenfurt der Lobisserweg. Noch zum Muttertag 1988 setzte die österreichische Kronenzeitung einen Holzschnitt Lobissers auf die Titelseite.

## Werk
Die Moderne Kunst seiner Zeit fand in Lobissers Werk keinen Niederschlag. Auch in seinen Tagebüchern finden sich keine Hinweise auf eine Beschäftigung mit der Moderne. Sein Werk kann als die Fortsetzung der romantischen Landschaftsmalerei des 19. Jahrhunderts gesehen werden. Die Natur ist das zentrale Thema seines Schaffens, auch in seinen Porträts ist die Natur mehr als nur Hintergrund. Seine Fresken zeigen szenische Darstellungen aus dem menschlichen Leben; sie sind keine Momentaufnahmen, sondern zeigen den Ablauf. Darin liegt die Leistung Lobissers.

### Wandgemälde, Fresken
Lobisser schuf an die einhundert Fresken. In der Frühzeit verwendete er bei seinen Wandgemälden Kaseinfarben.
- 1920: Wandbild in der Konviktskapelle des Stiftsgymnasiums St. Paul/Lav. Figurenreiche Epiphanie: die Hll. Drei Könige und die Hirten beten Christus an, der von der stehenden Muttergottes im Arm gehalten wird.
- 1922: Wandmalereien in der Kirche des Marianums in Klagenfurt.

Ab 1923 schuf Lobisser seine Gemälde al fresco.
- 1923: Fresken im Gewölbe des Winterrefektoriums im Stift St. Paul/Lav darstellend die vier Grundarten der Benediktinermönche: der Anachoret, der Zönebit, der Sarabit, der Gyrorage (Wandermönch). Lobisser hat sich selbst als Gyrorage porträtiert.
- 1928: Fresken im Landtagssitzungssaal des Landhauses in Klagenfurt. Motiv: Die Kärntner Volksabstimmung 1920.
- 1928: Freskenzyklus an der Fassade des Hauses Grades Markt 55, Brunnwirt. Vier Motive aus dem ländlichen Leben.
- 1931/1932: Fresken im Winterrefektorium. Motive: Ostwand Einzug der ersten Mönche in St. Paul 1091; Westwand Türkenbelagerung 1476; Decke: „Der Wein als Tröster“.
- 1932: Fresko im Nordquerhaus der Stiftskirche St. Paul/Lav. Bei den Vorbereitungsarbeiten wurde das Stifterbild des Thomas von Villach entdeckt. Motiv: Christus, der im Herz-Jesu-Typus vom Kreuz steigt. Zwei Engel halten die Krone.
- 1938: Weitere Fresken im Landtagssitzungssaal. Motiv: „Stunde der Befreiung“ und „Treueschwur“.
- 1941: Mehrteiliger Freskenzyklus am Antonius Heim, einem Pflegeheim, in Feldkirchen in Kärnten, Motive: Vier Jahreszeiten und andere.
- 1942: Dreiteiliger Freskenzyklus am ehemaligen Raunikar-Haus, einer Schnapsbrennerei, in Feldkirchen in Kärnten, Motive: „Wurzelgraber“, „Schnapsbrennen“, „Schnapsverkostung“.

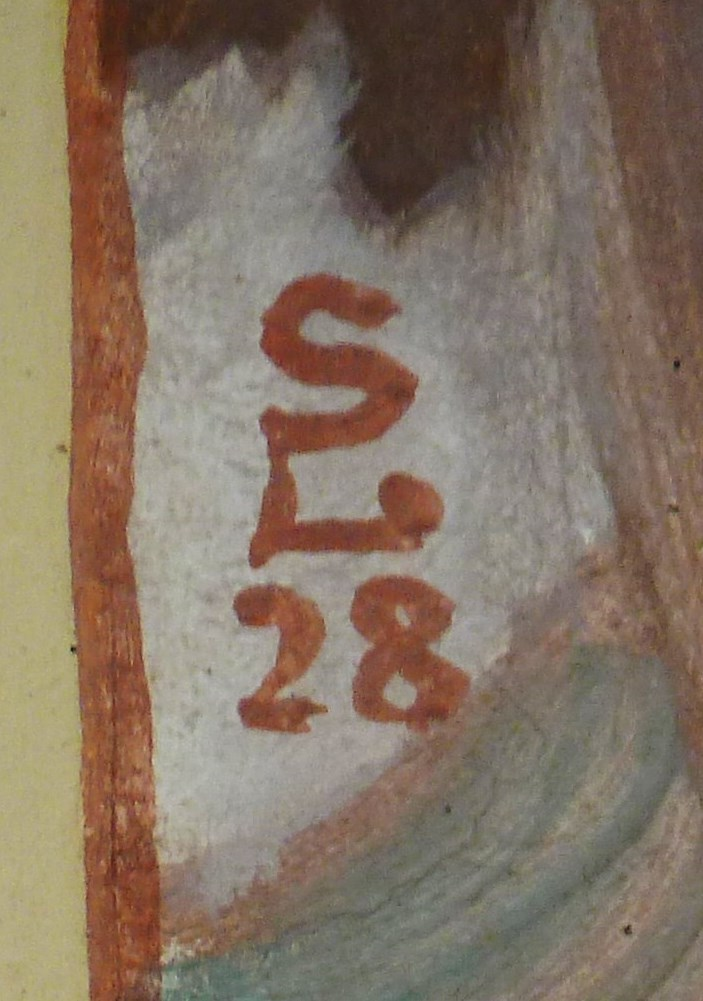
Signatur von Switbert Lobisser: SL und Jahreszahl
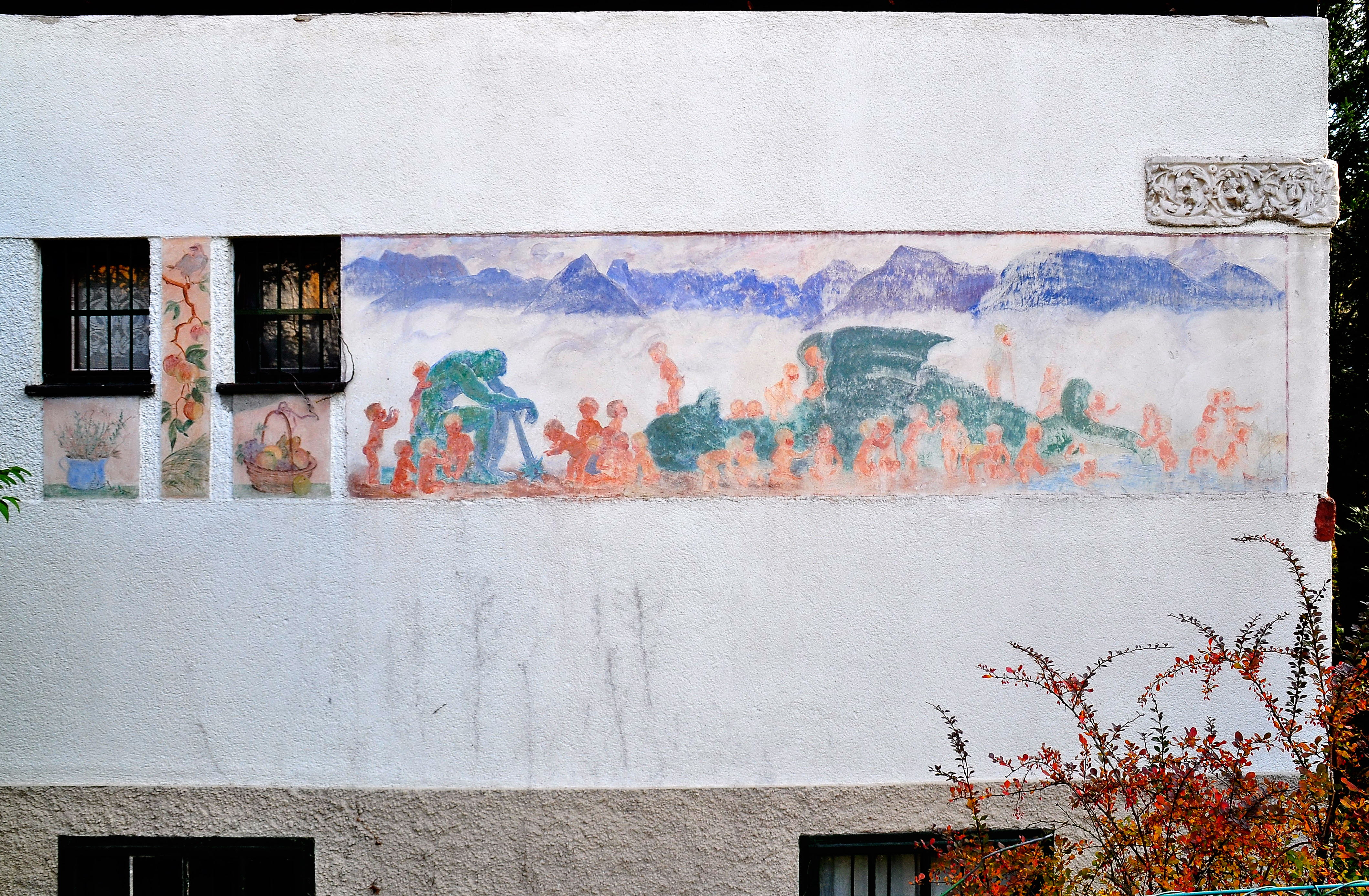
Gemalter Fries an der Nordwestwand von Lobissers Atelierhaus am Klagenfurter Lobisserweg 2
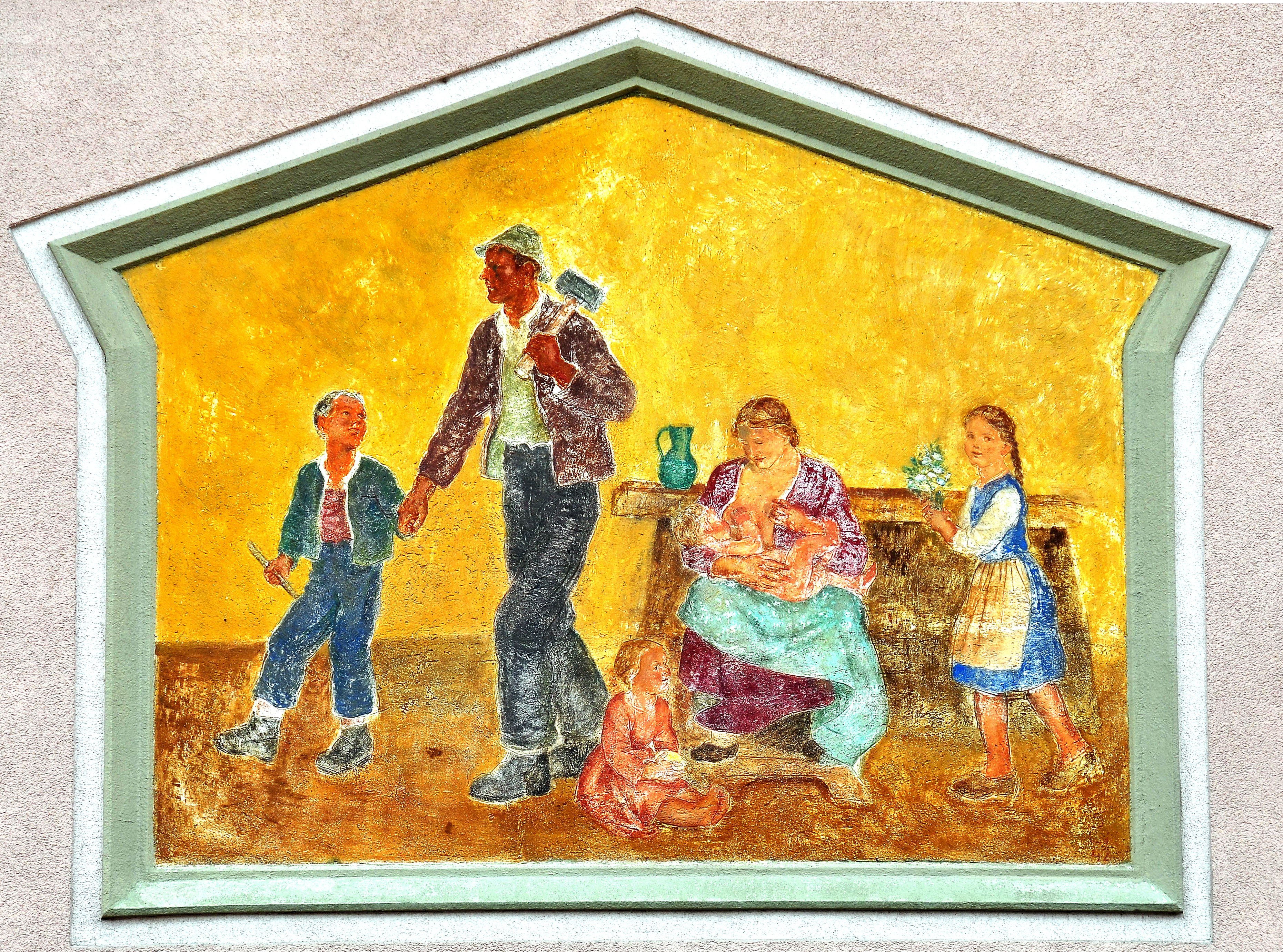
Lobissers letztes Fresko 1943 in der Klagenfurter Kohldorferstraße 37 in Zusammenarbeit mit Maria Lassnig
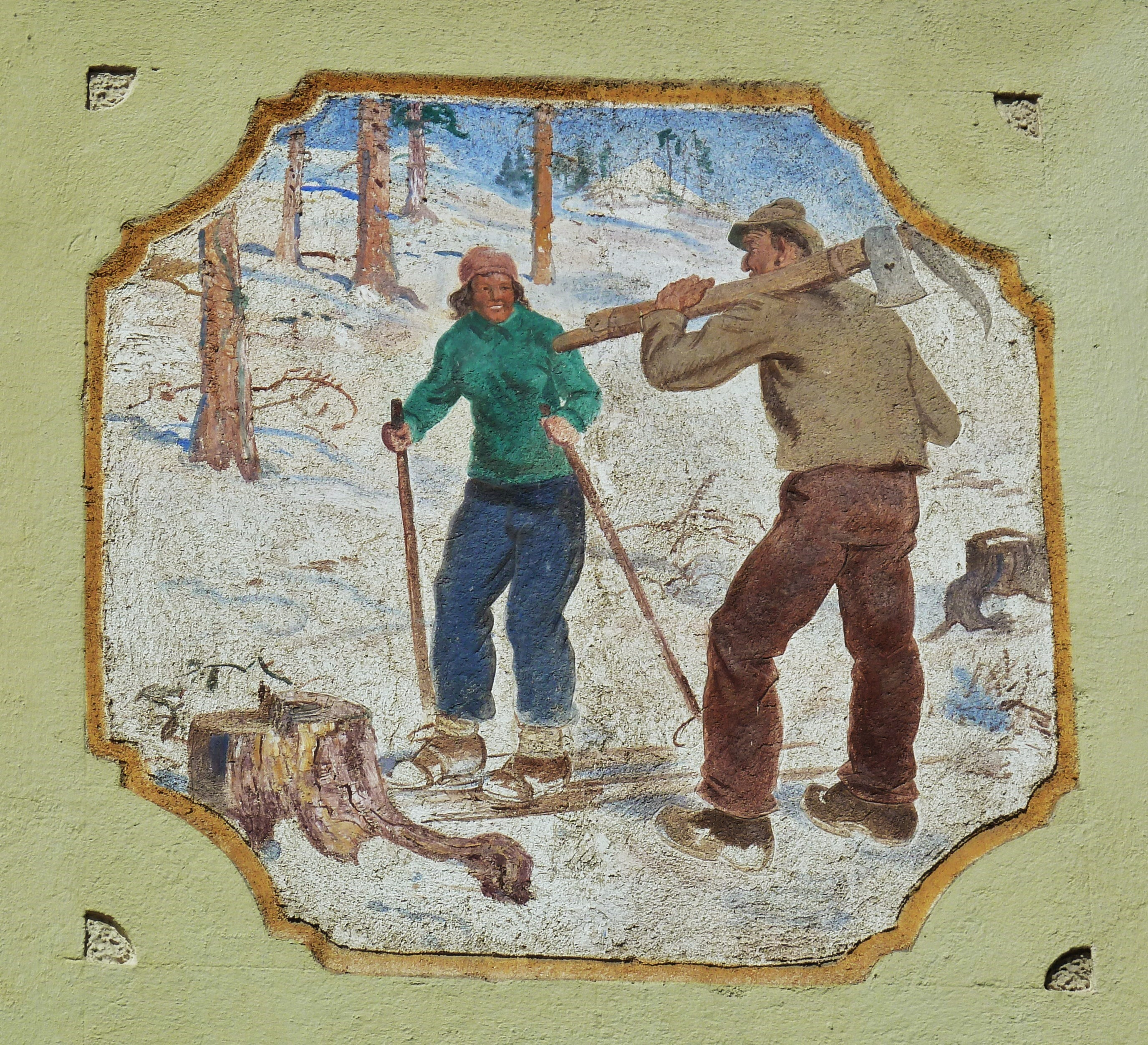
Fresko an der Fassade des Antonius-Heimes in Feldkirchen in Kärnten
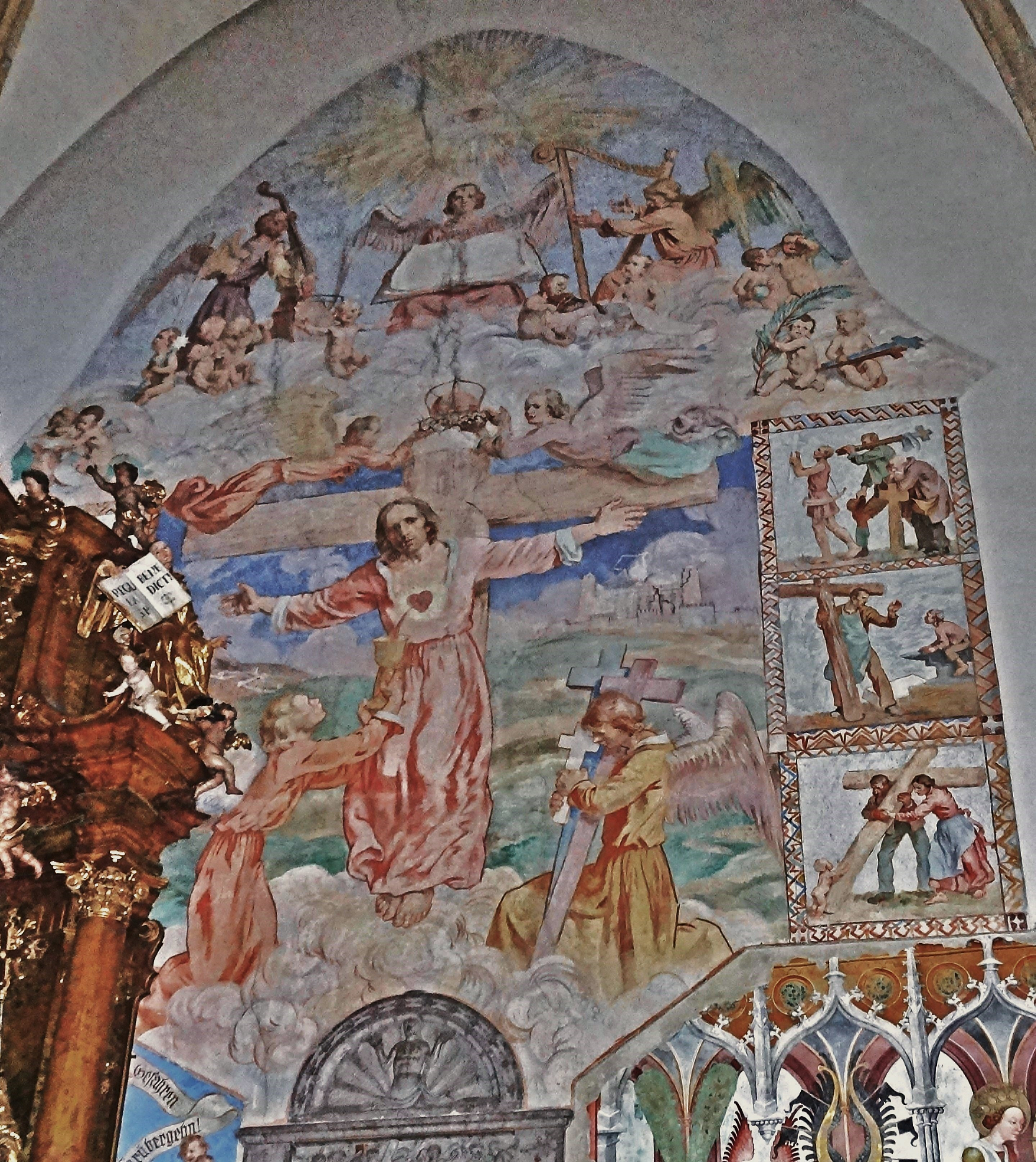
Ein vom Kreuz schwebender Christus, Fresko in der Stiftskirche St. Paul im Lavanttal
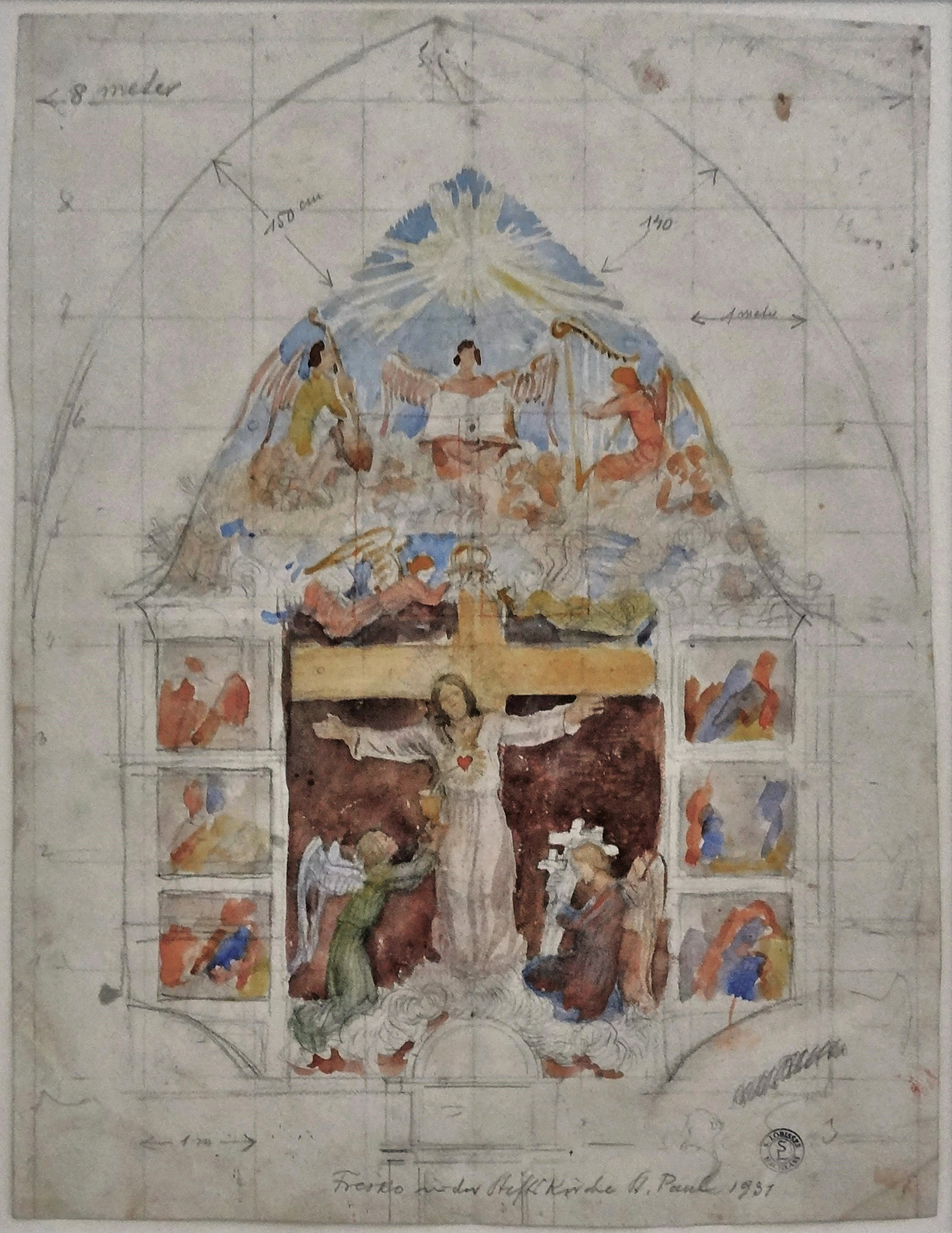
Entwurf zum Fresko in der Stiftskirche St. Paul
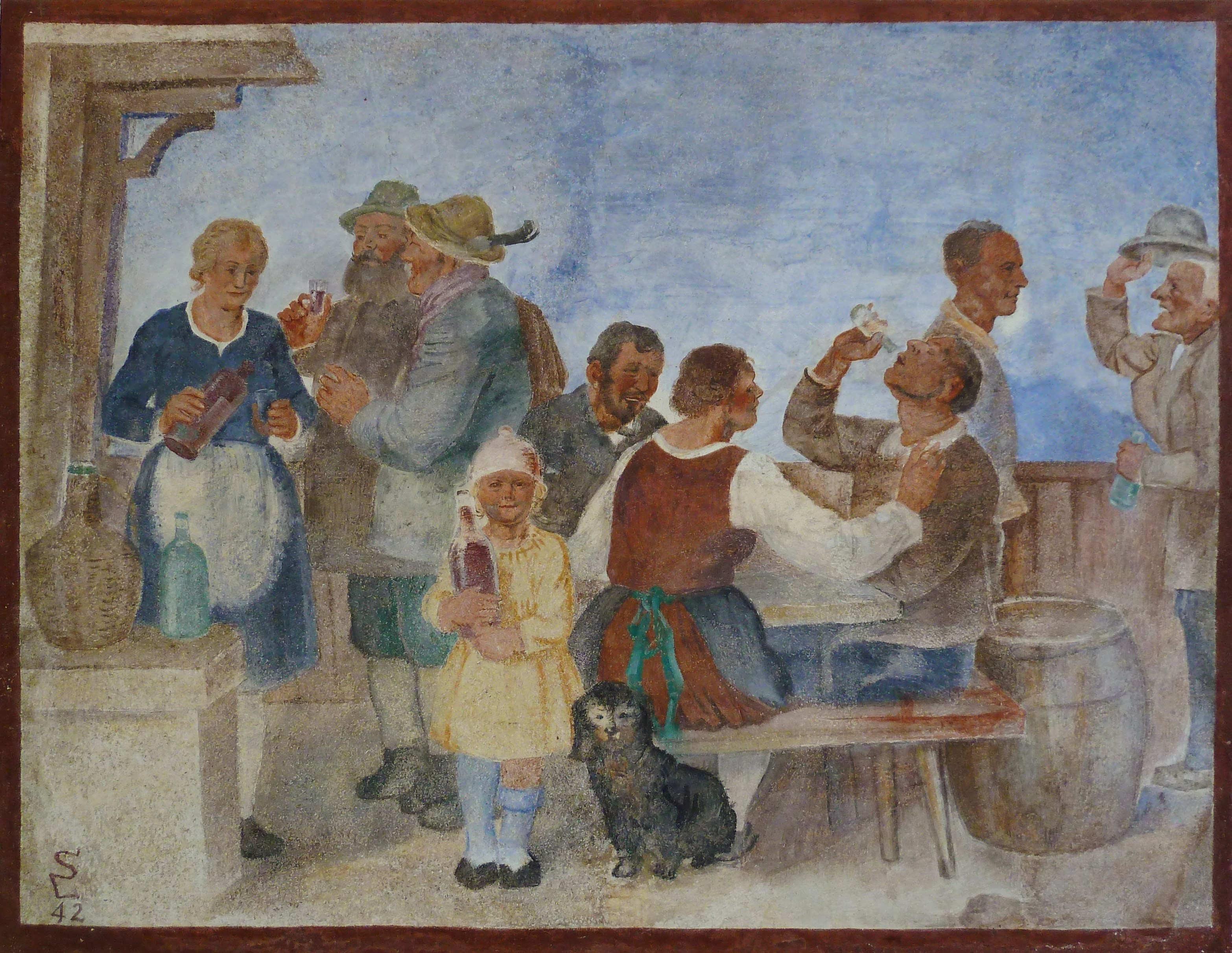
Schnapsverkostung, Fresko vom ehemaligen Raunikarhaus in Feldkirchen in Kärnten

### Gemälde, Aquarelle

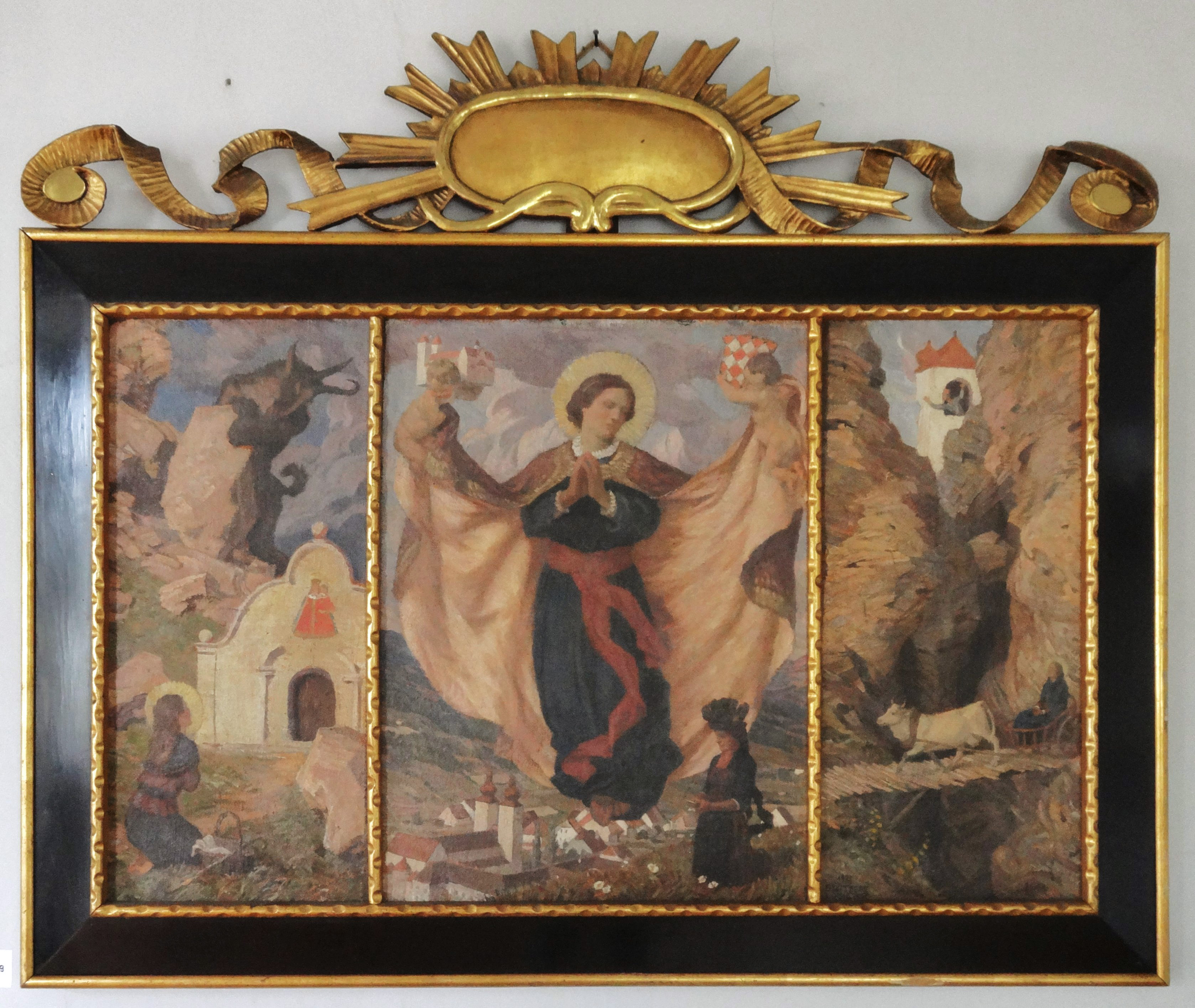
Die hl. Hemma von Gurk, Ölgemälde
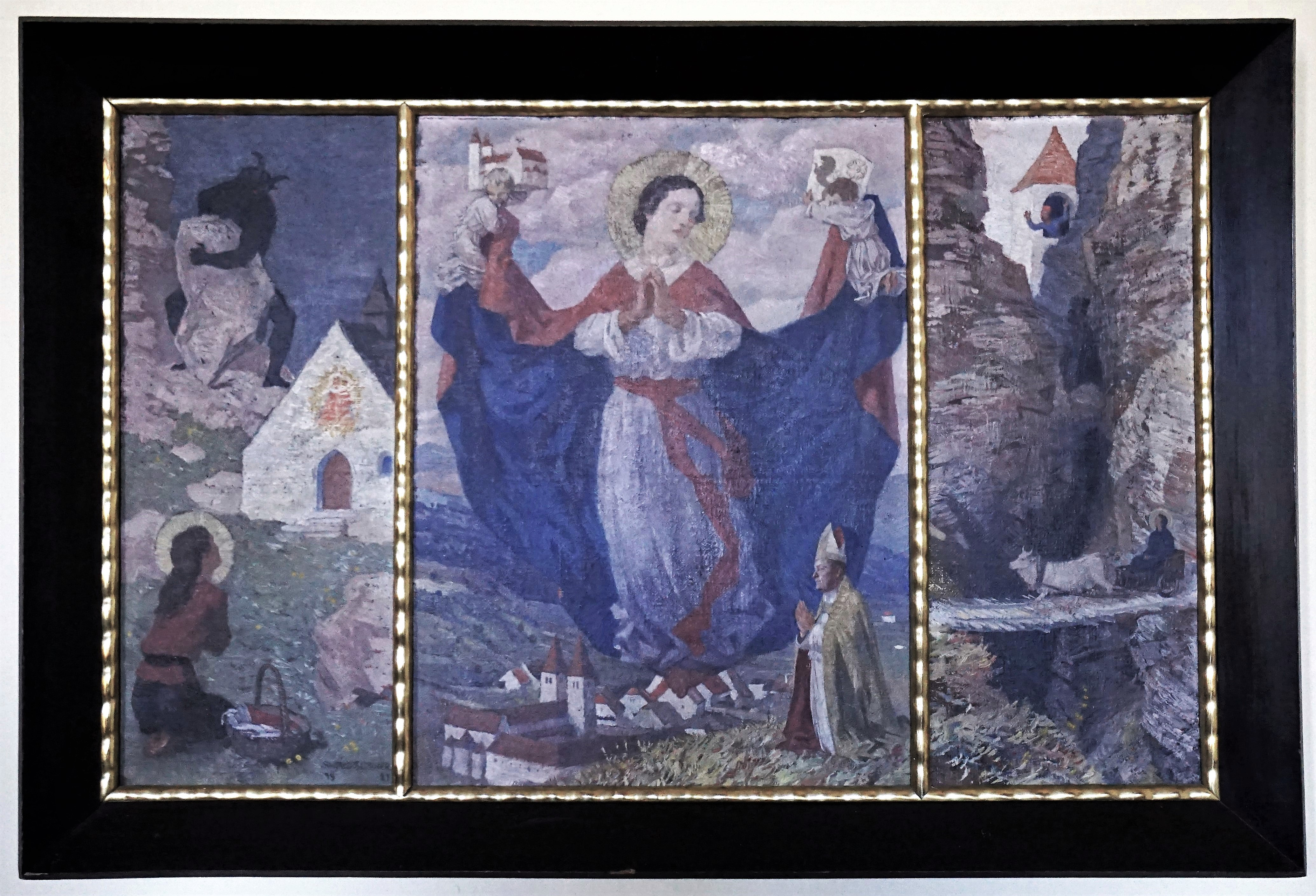
Die hl. Hemma von Gurk, Ölgemälde, Bischöfliches Palais Klagenfurt
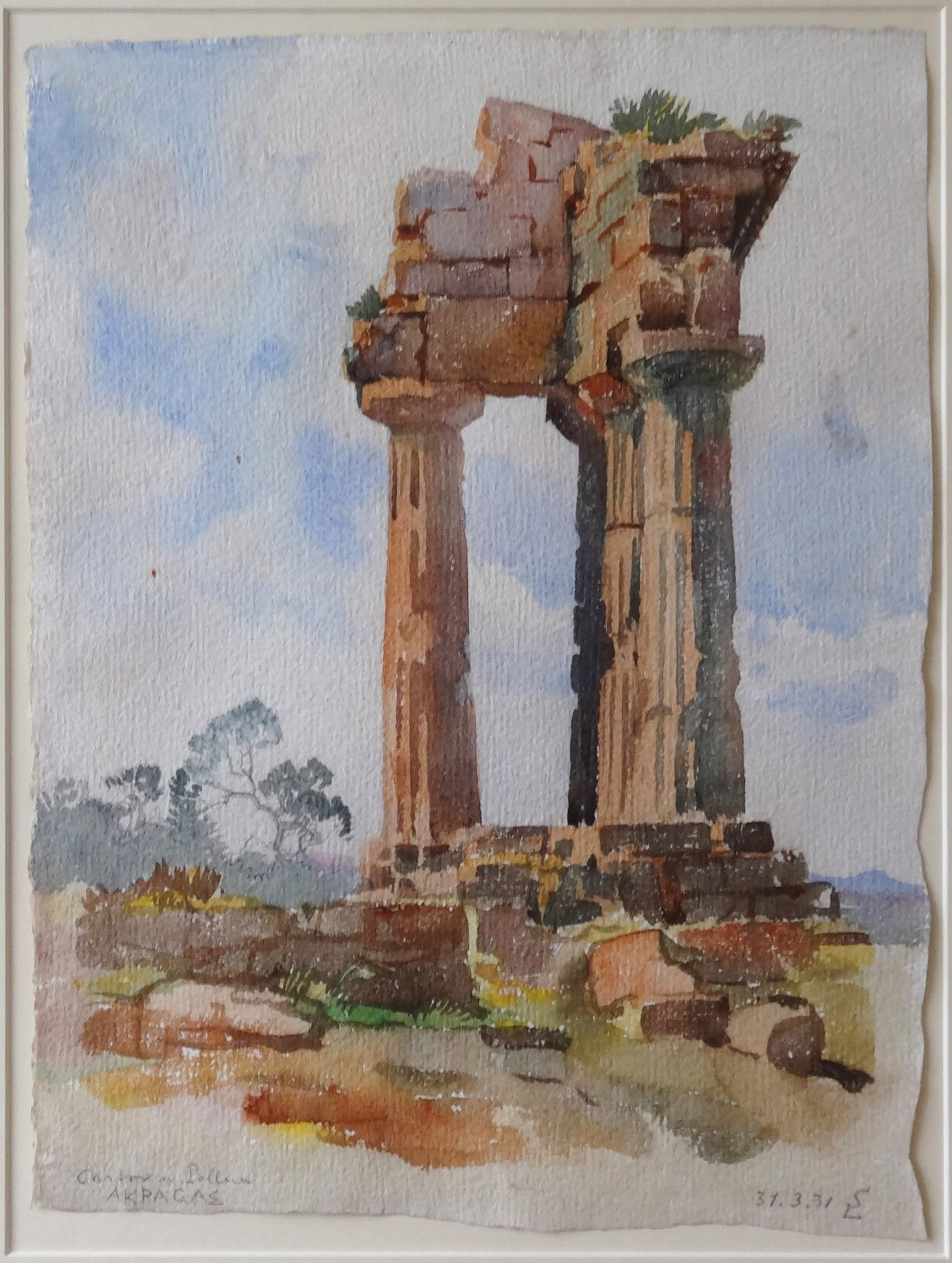
Aquarell, signiert Castor u. Pollux Akragas, 31.3.31 SL

### Holzschnitte
Lobisser schuf 673 Holzschnitte. Eine Gesamtsammlung befindet sich im Besitz des Stiftes St. Paul. Beliebt waren seine Holzschnitte für Exlibris, Hochzeits- und Geburtstagskarten. Zentrale Motive waren die heimatliche Landschaft und ihre Menschen und Bräuche, daneben auch christliche Themen. Von modernen Kunstströmungen unbeeinflusst, folgte er stilistisch den altdeutschen Meistern. Von der Kritik wird die virtuose Gestaltung des Hell-Dunkels hervorgehoben.
Beispiele:
- Versuchung des hl. Antonius (1924), op. 22
- Bildnis meiner Ev (1927), op. 60
- Muttertag (1943), op. 670

### Plastiken, Skulpturen
- Halbreliefs: Einsiedel Dietrich, in der Johanneskirche oberhalb St. Paul im Lavanttal.
- Bacchanten: Stiege hinter der Adler-Apotheke Klagenfurt.
- Ländliche Gestalten, im Haus Ökonomierat Knaus in St. Veit an der Glan.
- Vollplastik, heilige Rosalia, in der Quellgrotte am Hemmaberg.
- Dem Kärntner Historiker Johann Viertler zufolge ist die Christophorus-Skulptur auf dem Kathreinkogel Lobisser zuzuschreiben.

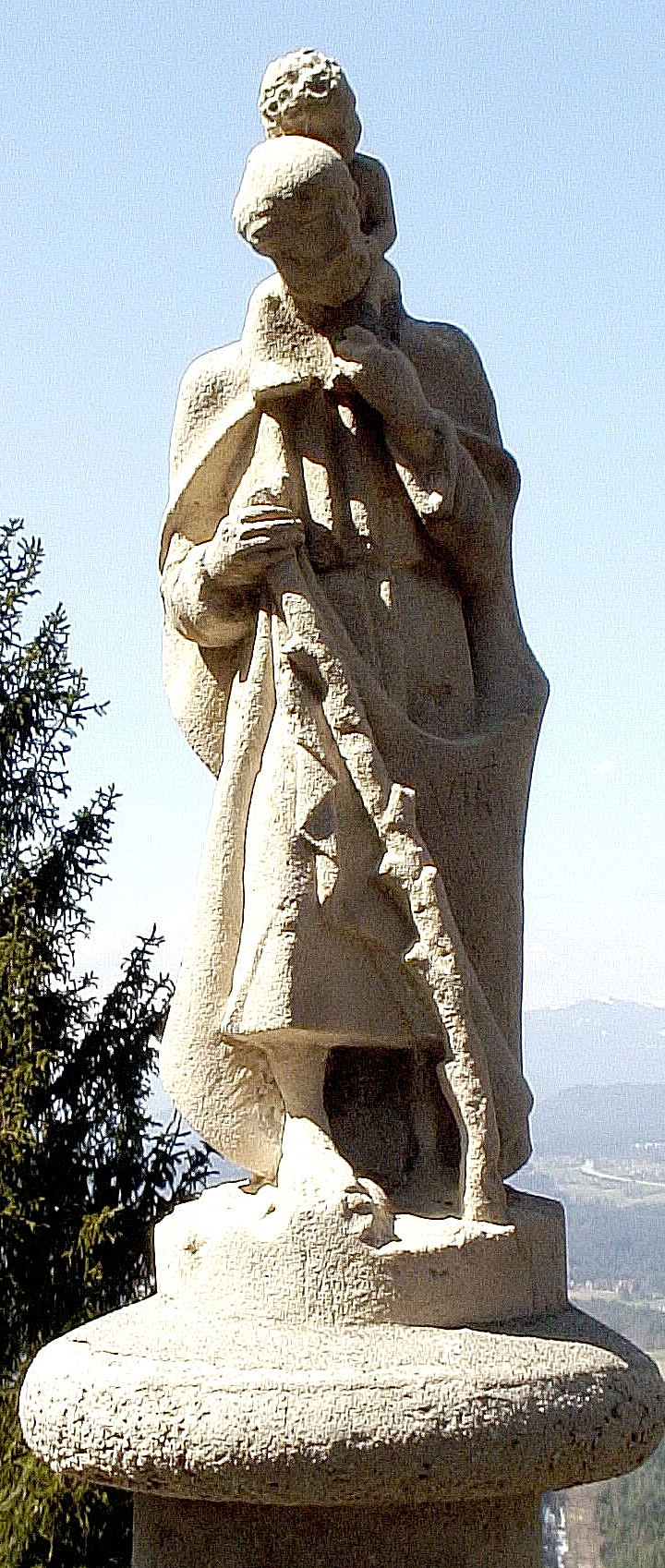
Christophorus-Plastik auf dem Kathreinkogel
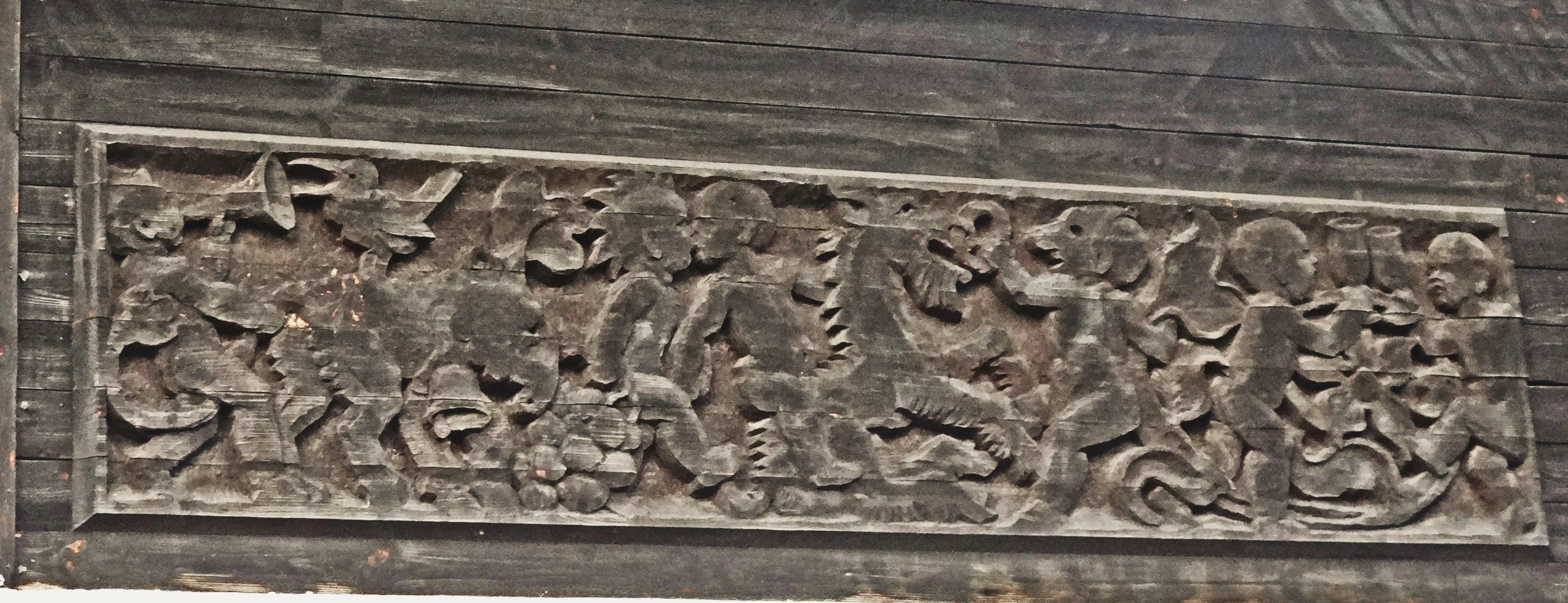
Geschnitztes Holzfries am Lobisser-Haus in Klagenfurt

### Architektur

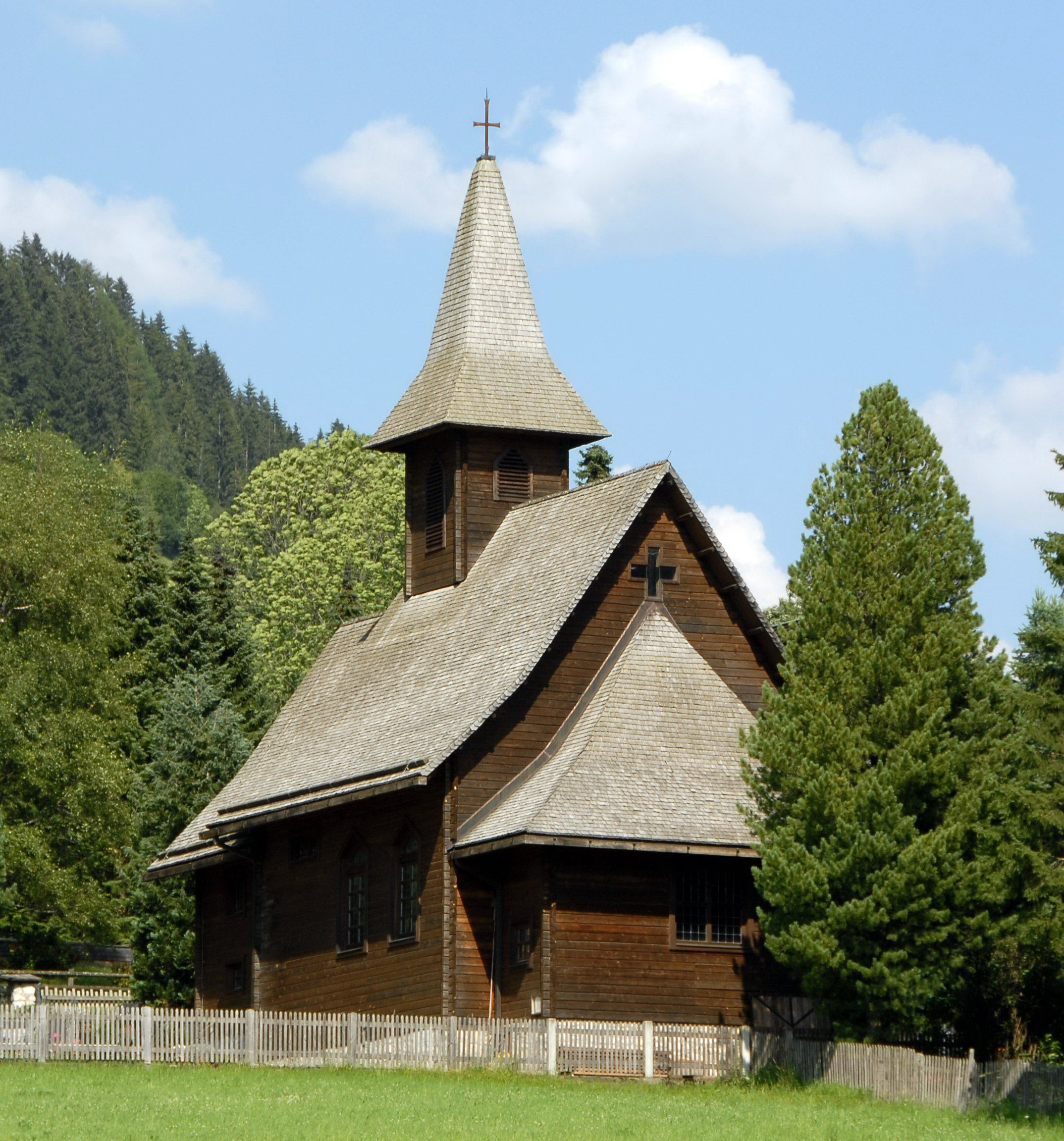
Evangelische Kirche Bad Kleinkirchheim

Die Evangelische Kirche Bad Kleinkirchheim ist nach einem Entwurf Lobisser gestaltet.

### Gebrauchskunst
Neben Gebrauchsgraphik entwarf und produzierte Lobisser auch mehrere Lampenschirme. Bisher sind 13 Stück bekannt. Ihre aus Blech gefertigten Seitenteile zieren Figuren oder andere, auch religiöse Motive.

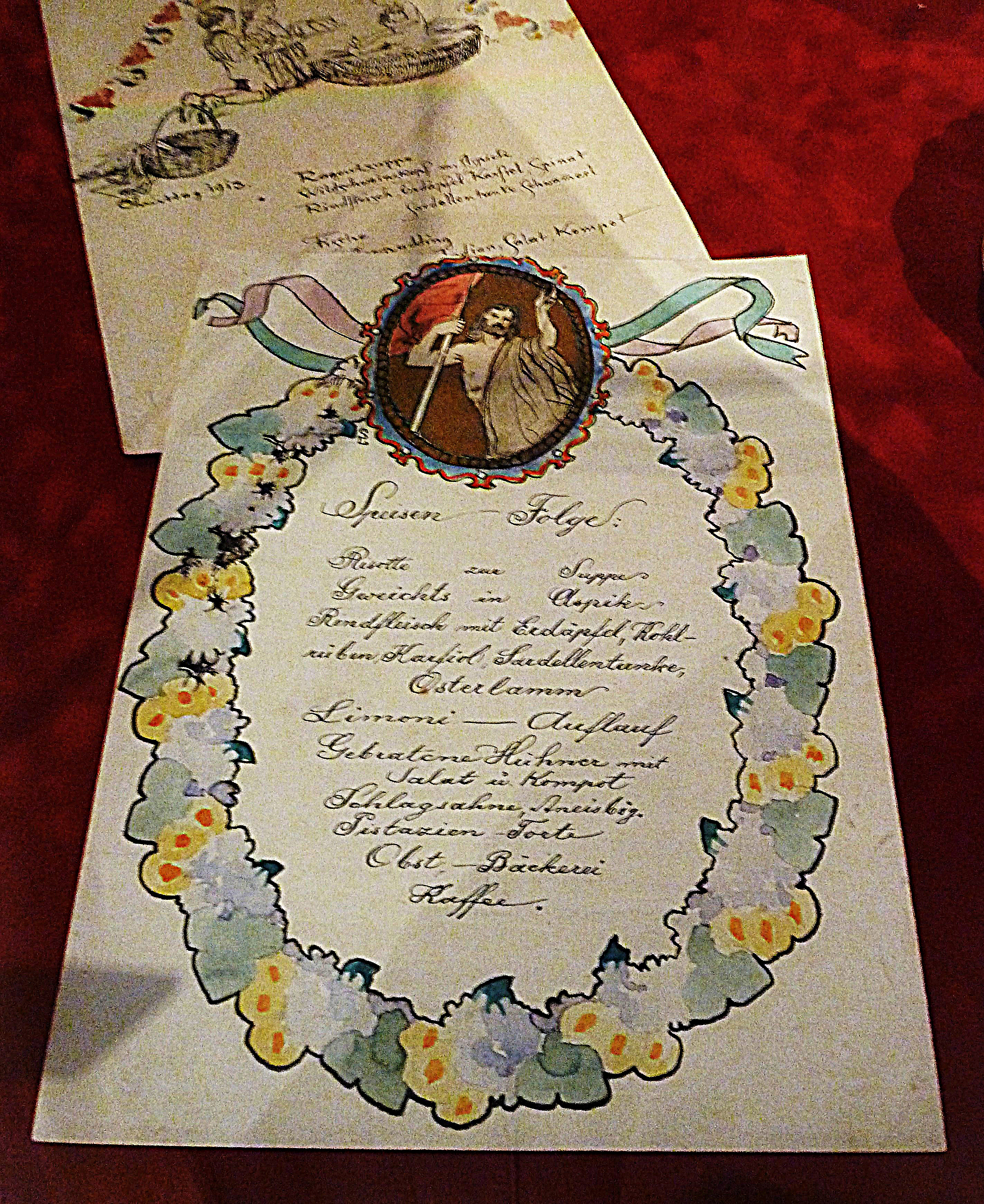
Speisekarte für Ostern 1913, Stift St. Paul
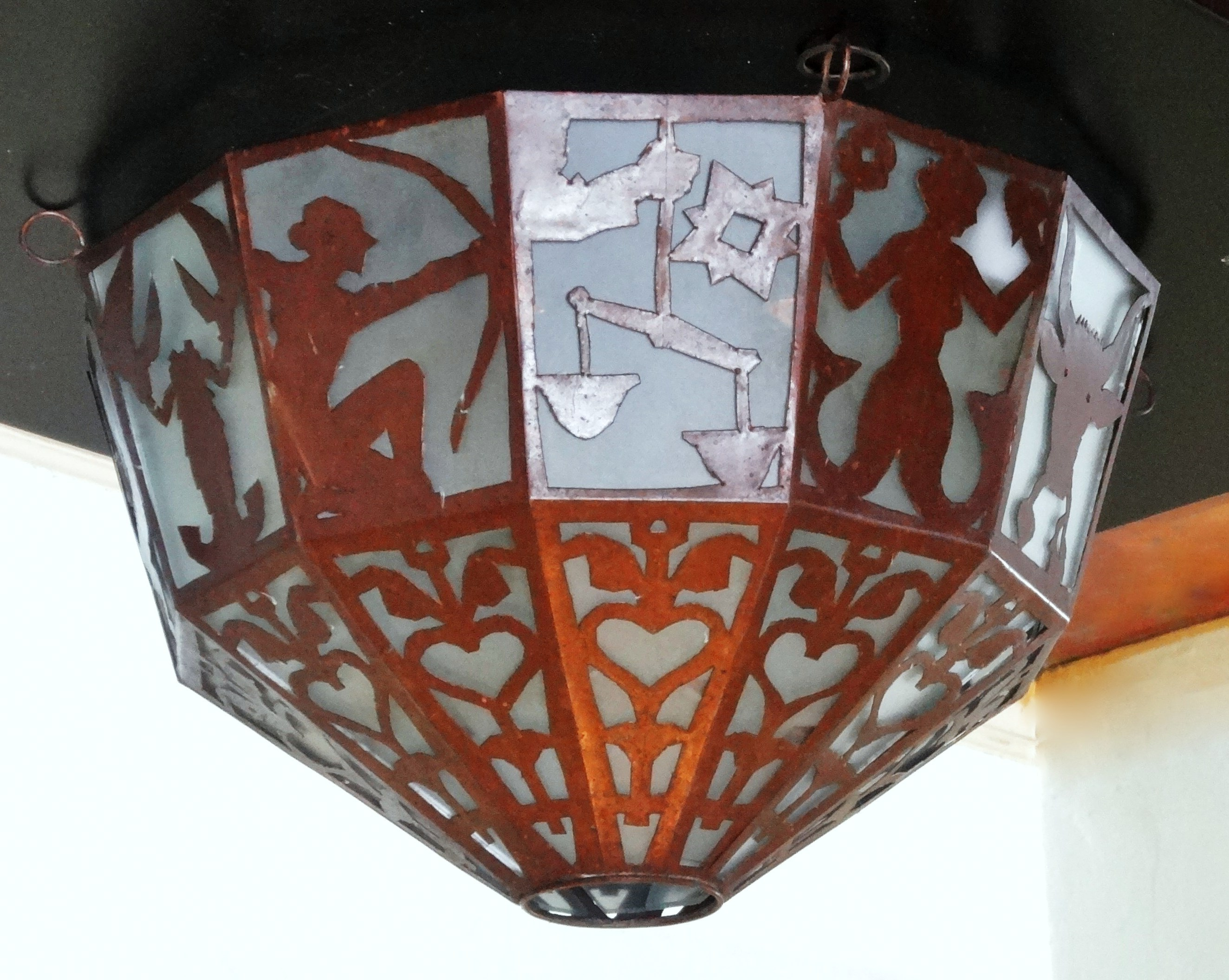
Lampenschirm mit den Tierkreiszeichen von Lobisser